# Fetisizmus (vallás)
A fetisizmus azoknak a természetes vagy mesterséges tárgyaknak a vallásos tisztelete, amelyeken keresztül a természeti népek hiedelme szerint titokzatos, emberfeletti erő (mana) nyilvánul meg.
fétis = félelemmel övezett szent tárgy; a francia: fétiche; portugál: feitiço szavakból = csinált, mesterséges
A fétist használók a külvilág minden szerves és szervetlen tárgyát magukhoz hasonlónak, élettel s érzéssel bírónak képzelik. A "mana" a tárgyakból kisugárzik, és áldást vagy bajt hozhat. Ha észreveszik, hogy valamely tárgy hasznukra vagy kárukra válik, hiszik, hogy abban a tárgyban egy hatalmas szellem lakozik. Ha ezen fétis mégsem felel meg a hozzáfűzött várakozásaiknak, egy másik fétissel cserélik fel. Ennélfogva a fétisek száma rengeteg, melyeket az egyén és elődei gyűjtöttek s amelyeket részben magával hordoz, részben lakhelyén tart.
A fétis-hittel függ össze a tabu fogalma. Az erőt magában foglaló és erőt kisugárzó fétist megérinteni veszedelmes dolognak tűnt. Ebből az ösztönös félelemből alakult ki a tabu, a tilalmak intézménye. Eszerint minden tárgy vagy személy, amely felsőbbrendű erőkkel van felruházva: tabu, vagy szent és sérthetetlen, vagy pedig tisztátalan, amit tilos megérinteni. 
Eredetileg utazók és kereskedők figyelték meg, hogy milyen nagy becsben tartanak Nyugat-Afrika bennszülöttjei egyes tárgyakat, amelyeket gyakran a testükön viselnek. Ebből azt a következtetést vonták le, hogy a fétis bálvány. Később felismerték, hogy ezeket a tárgyakat nem tiszteletben részesítik, hanem hatalomgyakorlásra használják, s ezért ezentúl olyan tárgyakat jelöltek a fétis kifejezéssel, amelyek erőt rejtenek magukban.
A négerek közt legelterjedtebb fétis volt valamely kő, pamuttal körültekert szeg vagy fadarabka, állati szarv vagy egy emberi testrész (fog, haj). A dajákok (Borneó) tollat, csontot s főleg fazekat használtak fétisül. A fétisek egy részét nyakukba fűzték s éjjel-nappal magukkal hordták; azon fétis számára, melynek kiváló nagy erőt és hatalmat tulajdonítanak, kunyhóikban külön kis asztalt és ágyat állítottak fel s mindennap ételt-italt áldoztak neki.
A fétissel rokon bizonyos állatok és növények tisztelete, melyekben egy természeti nép hite szerint szellemek lakoznak. Ezeket a néger vongsznak nevezi. Az amerikai indiánok férfiúvá való felavatása alkalmával valamely állatot választottak maguknak fétisül (totem), melyet soha nem öltek meg és annak húsát sem fogyasztották.
A fetisizmus gyakran összefonódik a totemizmussal, amikor egy állat alakúvá formált tárgy a tisztelet tárgya, de gyakran kapcsolatban áll az ősök kultuszával is, amikor az ember alakú fétis egyben valamely ős szimbóluma is.
A fetisizmus körébe tartoznak a különféle kultikus tárgyak, bálványfaragványok, sőt a csodatevő érmekbe, szentképekbe, szobrokba, ereklyékbe vetett hit eredete is az ősi fetisizmusig nyúlik vissza.